# Головатюк, Владимир Иванович
Владимир Иванович Головатюк (рум. Vladimir Golovatiuc; род. 7 июня 1962, с. Бравичены, Оргеевский район, Молдавская ССР, СССР) — молдавский государственный и политический деятель, дипломат. Чрезвычайный и полномочный посол. Кандидат экономических наук (1989).
Депутат Парламента Республики Молдова IX—X созывов (2014—2021). Чрезвычайный и полномочный посол Республики Молдова в Российской Федерации (2020—2021).

## Биография
Родился 7 июня 1962 в селе Бравичены Оргеевского района Молдавской ССР.

### Образование
С 1979 по 1984 учился на экономическом факультете Ленинградского государственного университета имени А. А. Жданова. С 1986 по 1989 в этом же университете учился в аспирантуре, научный руководитель — Владимир Андреевич Пешехонов.
Кандидат экономических наук (1989). Защитил диссертацию на тему: Организационно-экономические факторы становления агропромышленного производства.

### Трудовая деятельность
С 1984 по 1986, и в 1989 — профессор кафедры политической экономии Кишинёвского сельскохозяйственного института имени М. В. Фрунзе.
С 1989 по 1993 — начальник планово-экономического отдела, заместитель председателя по финансово-экономическим вопросам, главный бухгалтер
Рышканского районного союза потребительских обществ.
С 1993 по 2000 — заместитель начальника Управления денежной политики, член административного совета, исполнительный директор по денежной политике, директор департамента денежной политики и исследований Национального банка Молдовы.
С 2000 по 2003 — первый заместитель председателя правления ОАО «BusinessBanc».
С 2003 по 2005 — финансовый эксперт журнала «Банки и финансы».
С 2005 по 2008 — национальный консультант по мониторингу и оценке макроэкономической ситуации и финансового сектора проекта Программы развития ООН в Республике Молдова.
С 2 апреля 2008 по 20 ноября 2009 — генеральный директор Национального бюро статистики Республики Молдова.
25 апреля 2008 присвоен классный чин «первый ранг, государственный советник Республики Молдова III класса».
С 2009 по 2011 — начальник управления кредитования ОАО «FinComBank».
С 2011 по 2013 — директор Института модернизации Республики Молдова.
С 2013 по 2014 — доцент кафедры экономической теории и экономической политики Санкт-Петербургского государственного университета.
С 9 декабря 2014 по 4 февраля 2021 — депутат Парламента Республики Молдова IX и X созывов. В парламенте IX созыва член и председатель Комиссии по экономике, бюджету и финансам, член Комиссии по сельскому хозяйству и пищевой промышленности, член парламентской группы дружбы Республики Молдова с Арменией, Японией, Великобританией и Российской Федерацией. В парламенте X созыва председатель Комиссии по контролю публичных финансов, руководитель делегации Республики Молдова в Межпарламентской ассамблеи государств — участников СНГ и член межпарламентской комиссия по сотрудничеству между Парламентом Республики Молдова и Федеральным собранием Российской Федерации. На парламентских выборах в ноябре 2014 баллотировался по спискам Партии социалистов (17-й в списке), при этом не будучи членом партии.
С 16 декабря 2020 по 19 августа 2021 — чрезвычайный и полномочный посол Республики Молдова в Российской Федерации. Отозван с должности в связи с секс-скандалом: сотрудница посольства Молдавии в России обвинила Головатюка в домогательствах.